# Explosió del port de Beirut
L'explosió del port de Beirut es va produir el 4 d'agost del 2020 a la capital libanesa de Beirut. Segons el ministre d'Interior del Líban, l'explosió fou deguda a la detonació accidental de 2.750 tones de nitrat d'amoni, un fertilitzant amb aplicacions com a explosiu que havia estat confiscat anys abans. L'explosió va causar 218 morts i més de 7000 ferits. S'estima que unes 300.000 persones van quedar sense llar. El ministre de Salut feu esment de «nombrosos ferits i danys importants». Testimonis dels fets declararen al canal de televisió LBC que «com a mínim hi havia dotzenes de ferits i els hospitals estaven plens».
L'explosió sacsejà el centre de Beirut i generà un núvol de bolet fet de pols. Segons testimonis, la detonació danyà cases situades a una distància de fins a 10 km. Seguidament, un gran núvol de fum negre va cobrir la zona, mentre que un gran nombre de ferits estaven a terra. Les oficines del diari libanès The Daily Star foren destruïdes per l'explosió, que provocà l'esfondrament de parts del sostre, en rebentà les finestres i en malmeté els mobles. L'explosió també provocà danys a la seu de la delegació al Pròxim Orient de TV3, encapçalada per Txell Feixas.
La terminal del port de Beirut destruïda per l'accident era la via d'entrada d'un 80% de les importacions de blat al país, que importa el 90% del blat que consumeix (principalment de Rússia). Aquest fet ha suscitat el temor d'una crisi alimentària com a conseqüència directa de l'explosió.
El secretari general del partit Falanges Libaneses (Kataeb), Nazar Najarian, morí a causa de l'explosió.

## Context
L'economia del Líban estava en crisi abans de les explosions, amb el govern incomplint el seu deute, la lliura libanesa caient en picat i un índex de pobresa que havia augmentat a més del 50%. A més, la pandèmia de COVID-19 al Líban havia aclaparat a molts hospitals del país, amb múltiples informes d'escassetat de subministraments mèdics, ja que estaven a punt de veure's envaïts per pacients de COVID, i molts hospitals no podien pagar al personal a causa de la crisi financera.
El port de Beirut serveix com el principal punt d'entrada marítima al Líban i com una peça vital d'infraestructura per a importar mercaderies escasses. Propietat del govern libanès, el port inclou quatre conques, 16 molls i 12 magatzems. Allotjava una sitja de gra que servia com a reserva estratègica de blat per al país. La Base Naval de Beirut és part del port.

### MVRhosus
El 23 de setembre de 2013, el vaixell de càrrega de propietat russa i amb bandera moldava MV Rhosus va salpar de Batumi (Geòrgia) amb destinació a Beira (Moçambic), portant 2.750 tones de nitrat d'amoni. Durant el viatge, es va veure obligat a atracar a Beirut amb problemes de motor. Després de la inspecció del Control Estatal del Port, el Rhosus va ser trobat innavegable i se li va prohibir salpar. Vuit ucraïnesos i un rus estaven a bord, i amb l'ajuda d'un cònsol ucraïnès, cinc ucraïnesos van ser repatriats, deixant a quatre membres de la tripulació per a cuidar del vaixell.

## Conseqüències
L'endemà, el govern del Líban va acordar arrestos domiciliaris a tots els funcionaris del port de Beirut que havien supervisat l'emmagatzematge i la seguretat des de l'any 2014, quan es va confiscar el material inflamable de la segona explosió.
El 10 d'agost, després de tres dies de fortes protestes, el govern encapçalat per Hassan Diab va dimitir en bloc després que diversos ministres renunciessin al càrrec, i en 1 d'agost es va nomenar Mustafà Adib com a Primer Ministre.

## Investigació
Un any després de l'explosió, amb el país immers en una greu crisi econòmica, el primer jutge instructor va ser apartat del cas i el segon va patir l'obstruccionisme polític i la immunitat dels alts càrrecs a interrogar, a més, molts testimonis no volen parlar i altres relacionats amb els fets han aparegut morts, com un militar, un coronel de duanes, un intel·lectual i un fotògraf. No hi ha cap responsable identificat ni empresonat.

## Reaccions internacionals

### Respostes immediates
Poc després de la doble explosió, diversos organismes internacionals i països van oferir ajuda i/o assistència humanitària al Líban
- Nacions Unides[20]
- Unió Europea: Equips de recerca i rescat de 100 bombers altament entrenats, gossos, vehicles i equipament.[21] Ajuda a través del sistema europeu de satèl·lits.[22]
- Alemanya: Equip de recerca i rescat de 47 persones.[22][23]
- Aràbia Saudita: Equips mèdics i de transport mèdic.[22][24]
- Austràlia: Donació de 2 milions de dòlars australians (1.214.779 €).[22]
- Azerbaidjan: Ajuda econòmica.[25]
- Bèlgica: Assitència B-FAST.[26]
- França: Personal d'emergència, unitat mèdica mòvil i 20 tones de material.[27][28] Equip de rescat i recerca de 55 persones.[29] El president Macron visitarà Líban i es reunirà tant amb el seu homòleg Michel Aoun com amb els principals líders polítics del país.[30]
- Grècia
- Iraq: Sis camions de subministraments mèdics urgents i un equip mèdic d'emergència.[22]
- Iran[31]
- Israel (indirectament): Ofereix, mitjançant intermediaris, ajuda humanitària.[21][32]
- Jordània: Tot el material necessari per instal·lar un hospital de campanya i personal.[21]
- Kuwait: Equipament mèdic[33]
- Països Baixos: Equip de recerca i rescat de 67 persones.[34]
- Polònia: Equip de recerca i rescat de 50 bombers.[22]
- Qatar: Tot el material necessari per instal·lar dos hospitals de campanya (amb 500 llits i 50 respiradors cada un) i altres subministraments mèdics.[35]
- Rússia: Equip de rescat, equipaments, medicaments, especialistes mèdics[36]
- Regne Unit[37]
- República Txeca: Equip de recerca i rescat de 37 persones.[38]
- Tunísia: Equipaments mèdics.[39]
- Turquia: Equips de recerca i rescat, un hospital de campanya, ajuda humanitària, subministraments mèdics i medicaments.[22]
- Xipre: Equip de rescat i recerca de 10 persones i 8 gossos. També paramèdics i enviarà aliments no peribles, alumini i vidre.[22]

Aquests països si bé han ofert assitència a Líban, de moment, no s'ha materalitzat pas.
- Canadà[40]
- Malàisia[41]
- Suïssa[42]

### Donacions
Poc després de les explosions a Beirut, el president francès Emmanuel Macron va organitzar una conferència internacional virtual (a causa de la pandèmia) per buscar donacions. L'Oficina de les Nacions Unides per a la Coordinació d'Assumptes Humanitaris va elaborar un "Marc de resposta d'emergència" i va estimar que en els propers tres mesos calia invertir-hi 116.9 milions de dòlar per "poder salvar el màxim possible de vides, protegir als més vulnerables i preparar el terreny per la recuperació i la reconstrucció posterior". El govern libanès ha estimat les pèrdues entre 10 i 15 mil milions de dòlars. La conferència de Macron que ha aconseguit reunir representants de 28 països i d'organitzacions internacionals com la Unió Europea i la Lliga Àrab ha recaptat 252.7 milions d'euros. Les principals donacions són; la Comissió Europea amb 68.4 milions €, Qatar amb 42.2 milions €, Kuwait amb 33.7 milions €, Gran Bretanya amb 27,7 milions €, Dinamarca amb uns 20 milions €, EEUU amb 12.6 milions €, Noruega amb 6.5 milions € i Suïssa amb 3.7 milions €, entre d'altres. Alguns d'aquests països donants també han ajudat de manera material enviant materials necessaris com hospitals de campanya o subministraments com és el cas de Qatar. Altres, han optat per ajudar a Líban sobretot de manera material com és el cas d'Espanya o Brasil en que donaran subministraments mèdics i tones d'aliments com blat o arròs.